# Petr Grulich
Petr Grulich (* 29. ledna 1967) je tajemník ústředí Církve bratrské (do r. 2021), dříve kazatel Sboru Církve bratrské v Praze 1 a člen evangelizačního odboru při Radě Církve bratrské. V letech 1992–2004 pracoval jako kazatel v Horní Krupé a Havlíčkově Brodě, od léta 2004 působil v Praze. Od roku 2018 pracuje jako kazatel v Černošicích.
Vystudoval Evangelickou teologickou fakultu Univerzity Karlovy, studoval praktickou teologii a enneagram na biblické škole FeG v Ewersbachu (Německo). Je ženatý, má tři děti a několik vnoučat. Je autorem knih Kázáníčko kázání I a II a Tunelovaný Ježíš.